# Међународна недеља глувих
Међународна недеља глувих обележава се сваке године широм света током последње недеље септембра од 2009. године. Године 2018. прослављена је заједно са званичним Међународним даном знаковних језика, који су први пут прогласиле Уједињене нације.

## Историја
Међународна недеља глувих је почела да се одржава 28. септембра од 1958, поводом прве конгрес Светске федерације глувих који је одржан у септембру 1951. године. Обично се обележава последње недеље сваког септембра. На овај дан покушава се да се учине видљивим проблеми који се односе на културу глувих, законе и свест.
Истраживања су утврдила да на свету има више од 45 милиона људи старијих од три године који пате од неке врсте оштећења слуха. Светска здравствена организација препоручује да излагање буци не прелази 65 децибела, иако је у Европи граница изнад 87 децибела.

## Теме
| Године | Тема                                          | Датум објављивања   |
| ------ | --------------------------------------------- | ------------------- |
| 2019.  | Права на знаковни језик за све!               | 23. септембар 2019. |
| 2018.  | Са знаковним језиком сви су укључени!         | 16. март 2018.      |
| 2017.  | Потпуно укључивање са знаковним језиком!      |                     |
| 2016.  | Са знаковним језиком сам равноправан.         |                     |
| 2015.  | Са правима на знаковни језик, наша деца могу! |                     |
| 2014.  | Јачање људске разноликости                    |                     |
| 2013.  | Једнакост за глуве особе                      |                     |
| 2012.  | Двојезичност знакова је људско право!         |                     |
| 2011.  | Приступ информацијама и комуникацији          |                     |
| 2010.  | Образовање глувих                             |                     |
| 2009.  | Културна достигнућа глувих људи               |                     |